# フォークス (雑誌)
フォークス（Focus）は、ドイツの週刊誌。1993年1月18日創刊、Burda-Verlag発行。主にニュースを扱い、競合誌であるデア・シュピーゲルと共にドイツを代表するニュース雑誌として知られ、その発行部数は約73万部でシュピーゲルに次いで2番目に多い。その論調は保守的で自由主義経済寄りであるが、内容はシュピーゲルと比べて硬派ではなく、生活に身近な話題が多いといわれる。誌面にも写真や図版を用いた説明が多用される。
テレビやインターネットとも積極的に提携し、MSNドイツと提携してニュース面をフォークスが担当する。また放送面でもドイツの民放局プロジーベンおよびRTLでそれぞれFocus TV, Future-Trendという番組を放送している。

## 関連雑誌
- Focus-Money - 2000年3月創刊の経済誌
- Focus-Schule - 学校に通う子供たちやその両親を対象とした教育系雑誌